# فرانك ليونارد بروكس
فرانك ليونارد بروكس (بالإنجليزية: Frank Leonard Brooks)‏ هو رسام أمريكي، ولد في 7 نوفمبر 1911، وتوفي في 20 نوفمبر 2011.